# Ivo Pitanguy
 (juin 2012).
Ivo Pitanguy, né Ivo Hélcio Jardim de Campos Pitanguy le 5 juillet 1923 à Belo Horizonte et mort le 6 août 2016 à Rio de Janeiro, est un chirurgien brésilien spécialisé dans la chirurgie plastique.

## Biographie

### Études
En 1946, Ivo Pitanguy suit des études de médecine à la faculté de médecine de Rio de Janeiro. Il obtint ensuite une bourse pour aller étudier la médecine à l'hôpital Bethesda de Cincinnati aux États-Unis de 1948 à 1949. De retour au Brésil, il repart dès 1950 en France où il est étudiant interne des hôpitaux de Paris sous la responsabilité du professeur Marc Iselin jusqu'en 1951.

### Carrière
De retour au Brésil, il entre, en 1952, au service de la chirurgie réparatrice de l'hôpital Souza Aguiar de Rio de Janeiro.
En 1960, il intègre le service de chirurgie plastique de l'université pontificale catholique de Rio de Janeiro. Un an plus tard, il va se trouver confronté à un drame national, lors d'un grand incendie, à Rio même : un incendie dramatique fait 500 grands brûlés, dont de nombreux enfants. Pendant trois jours et trois nuits, Ivo Pitanguy fit de nombreuses greffes et chirurgies réparatrices.
En 1963, il fonde la « clinique Ivo Pitanguy ». Il fonde également avec le docteur Dombard (chirurgien plasticien belge) une école de chirurgie plastique qui accueille des chirurgiens de monde entier.

### Renommée
Sa notoriété va s'accroître avec le temps et dépasser les frontières du seul Brésil pour devenir internationale. Il rédige de nombreux ouvrages grand public, dans de nombreuses langues, afin d'expliquer la chirurgie plastique et réparatrice. Il devient membre de l'Académie brésilienne des lettres. Il va généraliser des techniques adoptées, notamment pour la chirurgie du nez, le bec de lièvre, la paralysie faciale ou encore les oreilles décollées.
Il va opérer des personnalités politiques, sportives et artistiques à travers la planète. Il a opéré notamment la 
duchesse de Windsor, François Mitterrand, Malcolm Forbes ou Mick Jagger. Albert Spaggiari, recherché par toutes les polices, se fait opérer par Ivo Pitanguy en Argentine durant sa cavale.
Francophone, il participe à deux émissions de Thierry Ardisson. En 1994, ce dernier se rend chez lui pour son émission Long courrier : une nuit à Rio. En 2005, il participe à l'émission de télévision française 93, faubourg Saint-Honoré animée par Thierry Ardisson lors d'un diner « Brazil ».

## Distinctions
- Membre de l'Académie de médecine du Brésil
- Membre du Conseil de délibération de la section brésilienne de l'UNESCO
- Docteur honoris causa de l'université de Tel Aviv (Israël) (1986)
- Citoyen d'honneur de la ville de Rio de Janeiro (1976)
- Chancelier des universités de Paris (1988)
- Membre honoraire de l'université de médecine de Bologne (Italie) (1988)
- Prix Alfred Jurzykowski de l'Académie nationale de médecine (1987)

## Publications
- Mamaplastias, Rio de Janeiro, Guanabara Koogan, 1976
- Plastische Eingriffe nahe der Ohrmuschel, Stuttgart, Springer Thieme Verlag, 1976
- Aesthetic Surgery of the Head and Body, Heidelberg, Springer Verlag, 1981 - (Prix du meilleur livre scientifique de l'année à la Foire internationale du livre de Francfort)
- Plastic Operations of the Auricle, New York, Springer Thieme Verlag, 1982
- Les Chemins de la Beauté, Paris, Éditions J.-C. Lattés, 1983
- Paraty, Sao Paulo, Gráfica Editora Hamburg, 1983
- El Arte de la Belleza, Barcelone, Ediciones Grijabo, 1984
- Direito à Beleza, Rio de Janeiro, Editora Record, 1984
- Angra dos Reis: Baía dos Reis Magos, Sao Paulo, Marprint Ind., 1986
- Um jeito de ver o Rio, Projeto Cultura Clínica Ivo Pitanguy, 1991
- Aprendendo com a Vida, Sao Paulo, Editora Best Seller, 1993
- Atlas da Cirurgia Palpebral, Rio de Janeiro, Colina/Revinter, 1994
- Aprendiz do Tempo, 2007